# Hippolyte de Boe
Hippolyte De Boe of De Boë of De Boé (Antwerpen, 29 augustus 1826 - Istanboel, 30 juni 1869) was een Belgisch diplomaat en politicus voor de Liberale Partij.

## Levensloop
De Boe was de zoon van de koopman Alexander De Bou en van Colette Alison. Zijn moeder, weduwe geworden, hertrouwde met de Antwerpse liberale voorman Constant Van den Nest (1795-1858). Zelf bleef De Boe vrijgezel.
Hij promoveerde tot licentiaat in de rechten aan de Faculteit Rechten in Parijs (1850) en begon aan een diplomatieke carrière, als ambassaderaad in Den Haag en in Washington.
In 1857 werd hij verkozen tot liberaal volksvertegenwoordiger voor het arrondissement Antwerpen en vervulde dit mandaat tot in 1863. Hij was medestichter van L'Echo du Parlement, een liberale krant.
Hij hernam daarna zijn diplomatieke carrière, maar overleed jong.

## Publicaties
- Œuvres politiques et littéraires de Hippolyte De Boe", Antwerpen, 1870.